# 泛舟禅师塔
35°01′17.5″N 110°56′04.9″E / 35.021528°N 110.934694°E
泛舟禅师塔位于中国山西省运城市盐湖区大渠街道寺北村报国寺遗址上，是唐代报国寺泛舟禅师的灵骨宝塔。

## 历史
泛舟禅师塔建于唐贞元九年（793年），长庆二年（822年）镌造塔铭。泛舟禅师为唐朝宗室，有报道称为唐高宗李治孙，或为李治孙邠王李守礼后人。
2001年被列为第五批全国重点文物保护单位。2013年至2014年，文物部门对其进行修缮。

## 建筑
泛舟禅师塔为单层平面圆形亭式，塔高10米，塔基直径5.75米，由塔基、塔身、塔刹三部分组成。塔基为平素面基座，上置叠涩承托须弥座，束腰内做出一圈壶门。塔身以方形倚柱分隔为八间，南面开长方形门，北侧嵌塔铭。其余各面为假门（原本门上有门钉）及直棂窗。塔身之上为菱角牙子叠涩出檐。出檐最顶部有仿木构的长条椽和瓦当。塔刹极为精美，由覆钵，以山花芭蕉叶，覆莲，仰莲及火焰宝珠。此塔刹与法王寺唐塔有相似之处。
塔背面（北侧）嵌一块刻石，为塔的塔铭《安邑县报国寺故开法大德泛舟禅师塔铭并序》，此碑记述了泛舟禅师的生平和建塔过程。塔铭的记文雕刻文方式是古代不多见的从左到右竖写排列。
中国历朝塔主要为多边形，建造平面圆形塔，不仅反映了一种独特的审美方式，更需要高超的建造工艺，泛舟禅师塔无疑是其中优秀的代表。此前报道误称此塔为国内唐代圆塔孤例，其实还有如永济栖岩寺智通塔，佛光寺后山上的志远禅师塔，运城招福寺禅和尚塔（目前只有老照片，疑似已经不存）。

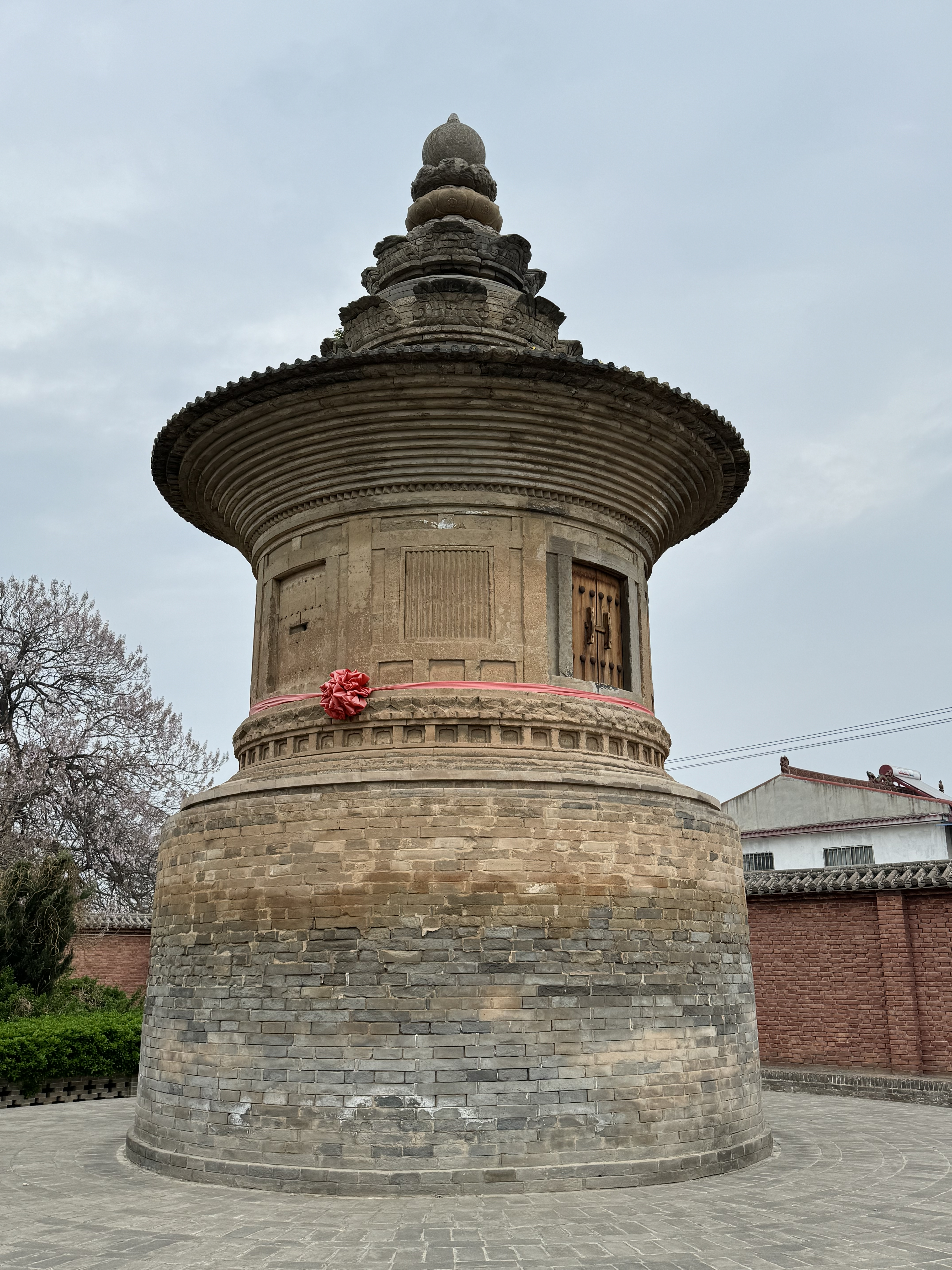
塔左面
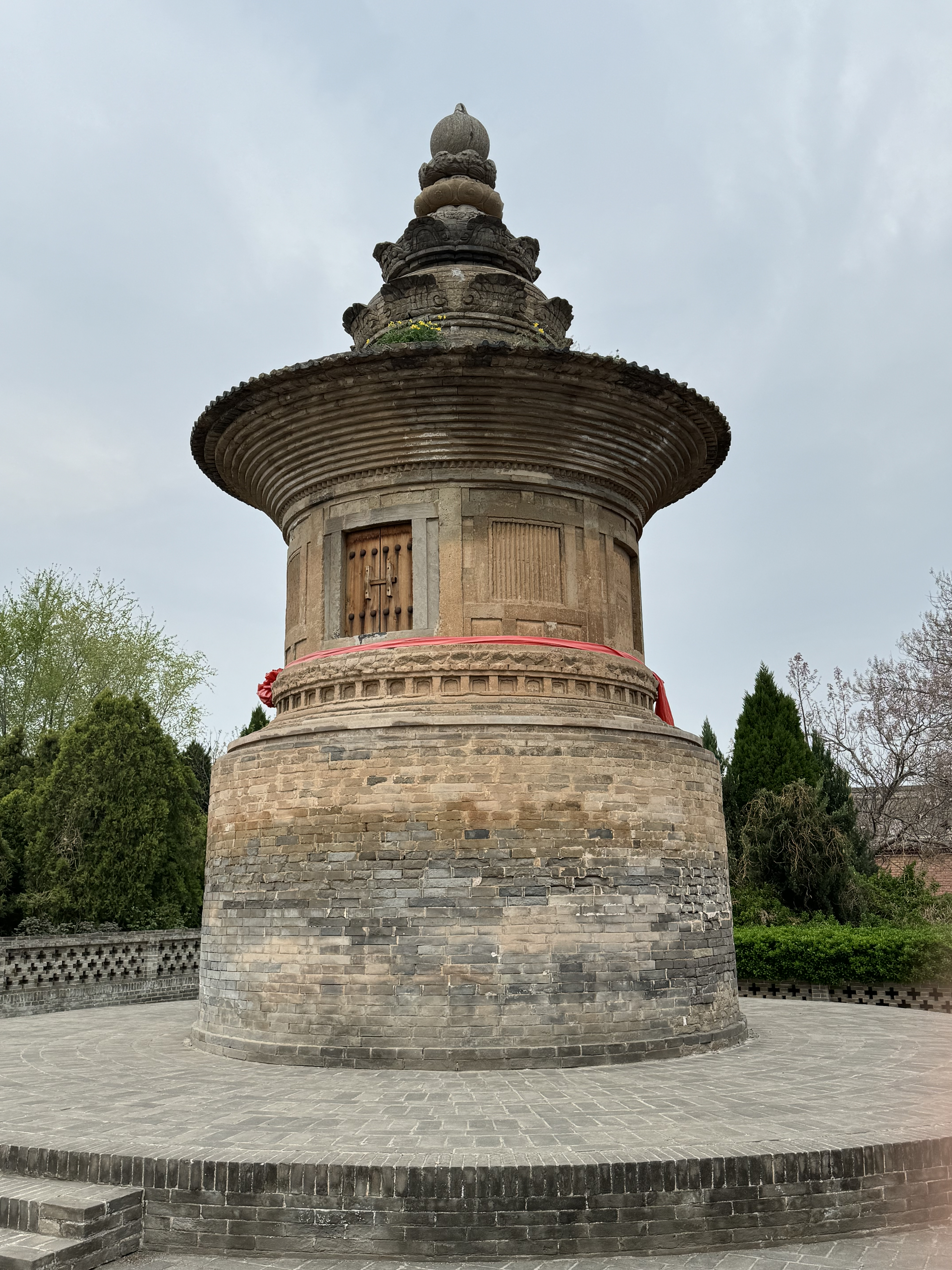
塔右面
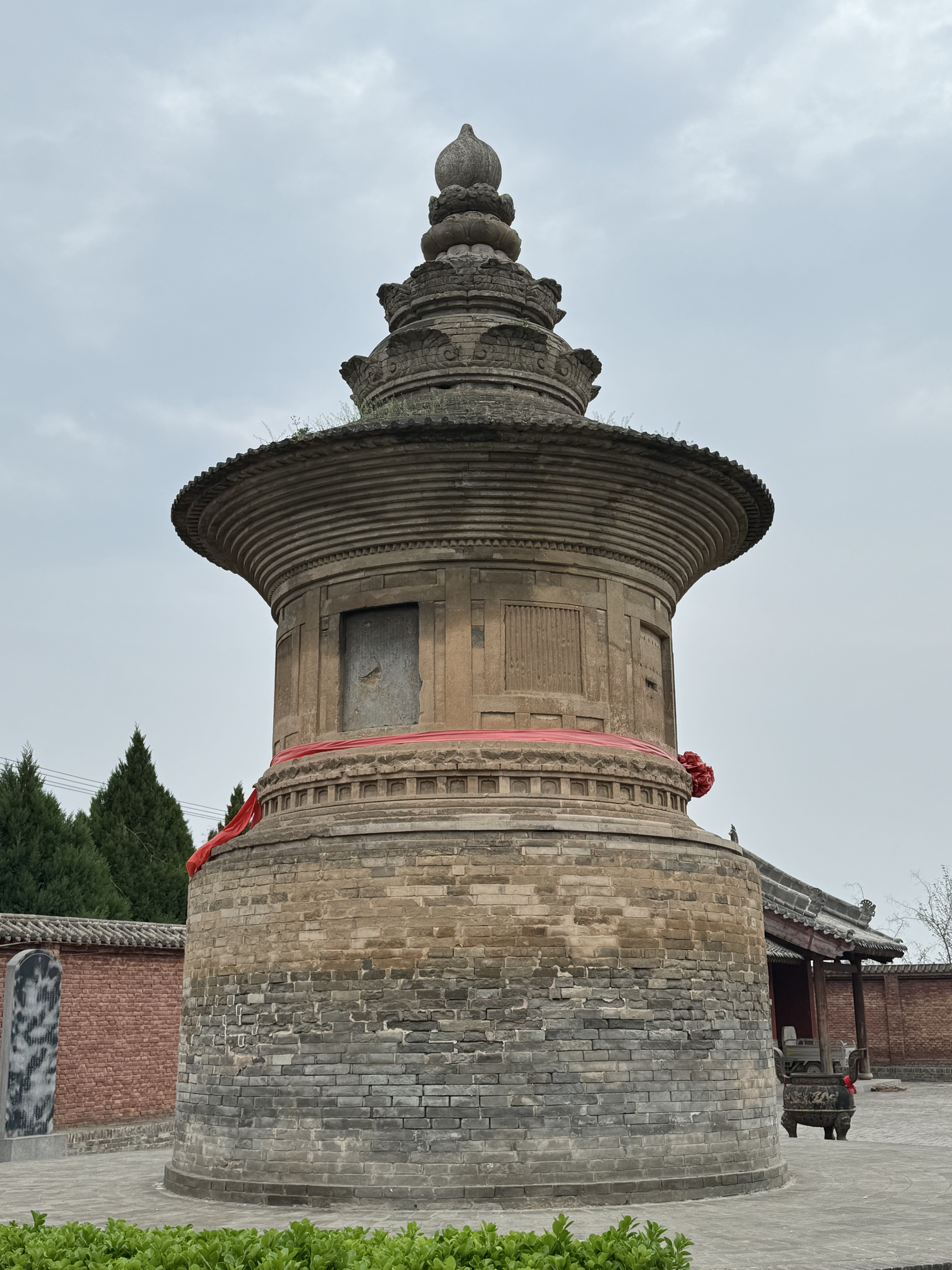
塔背面

## 图库

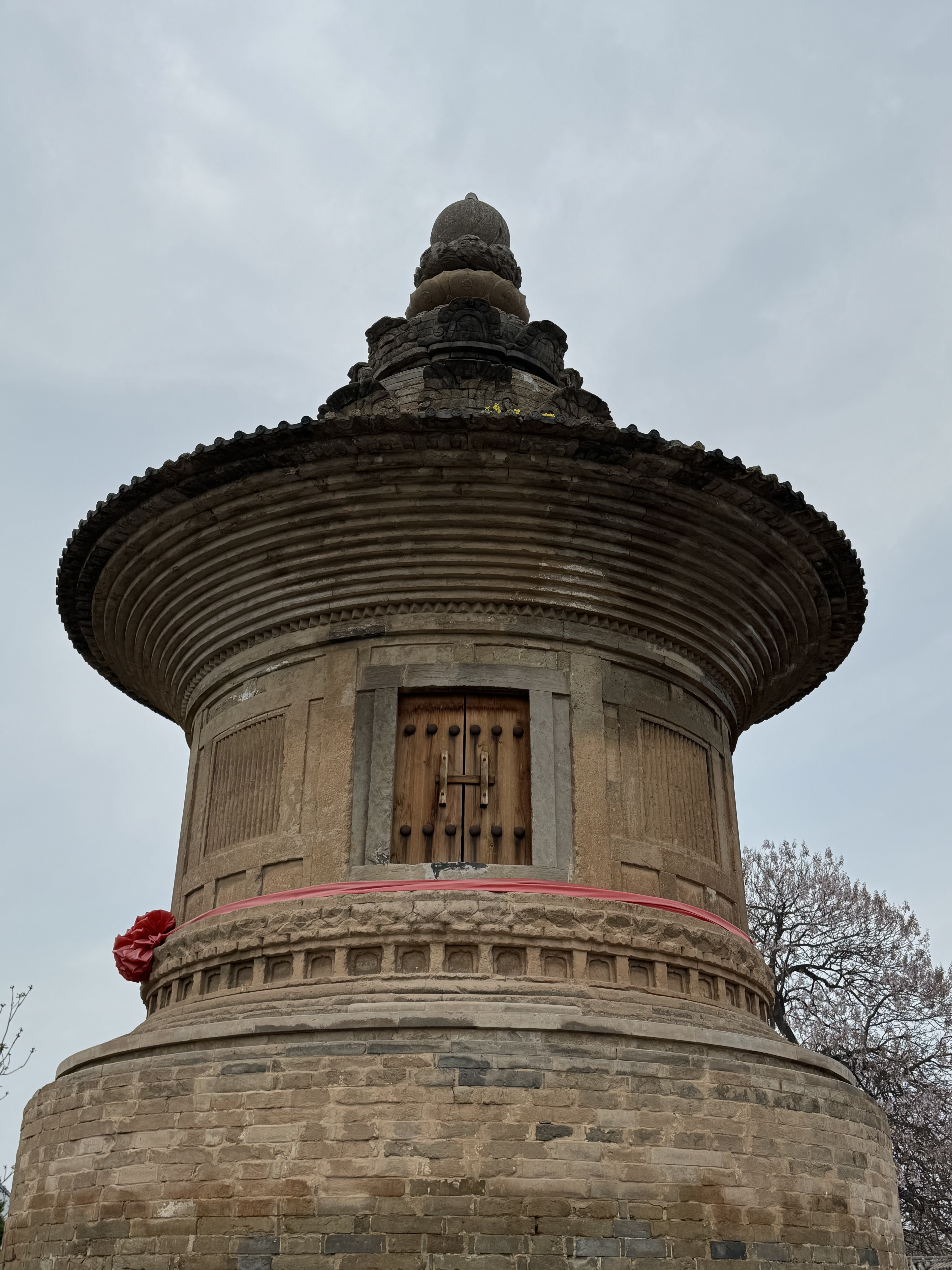
禅师塔塔门特写
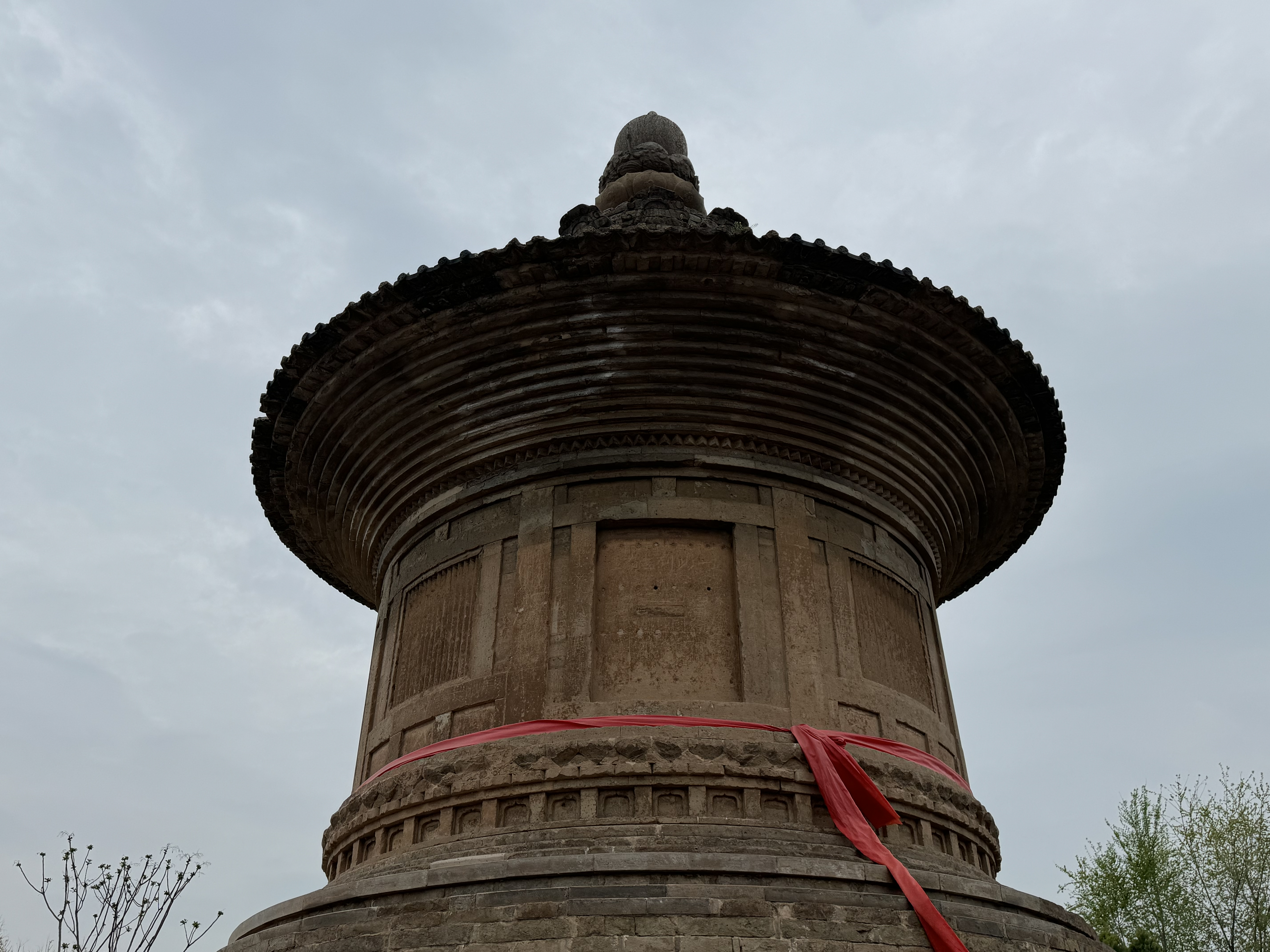
禅师塔砖门特写
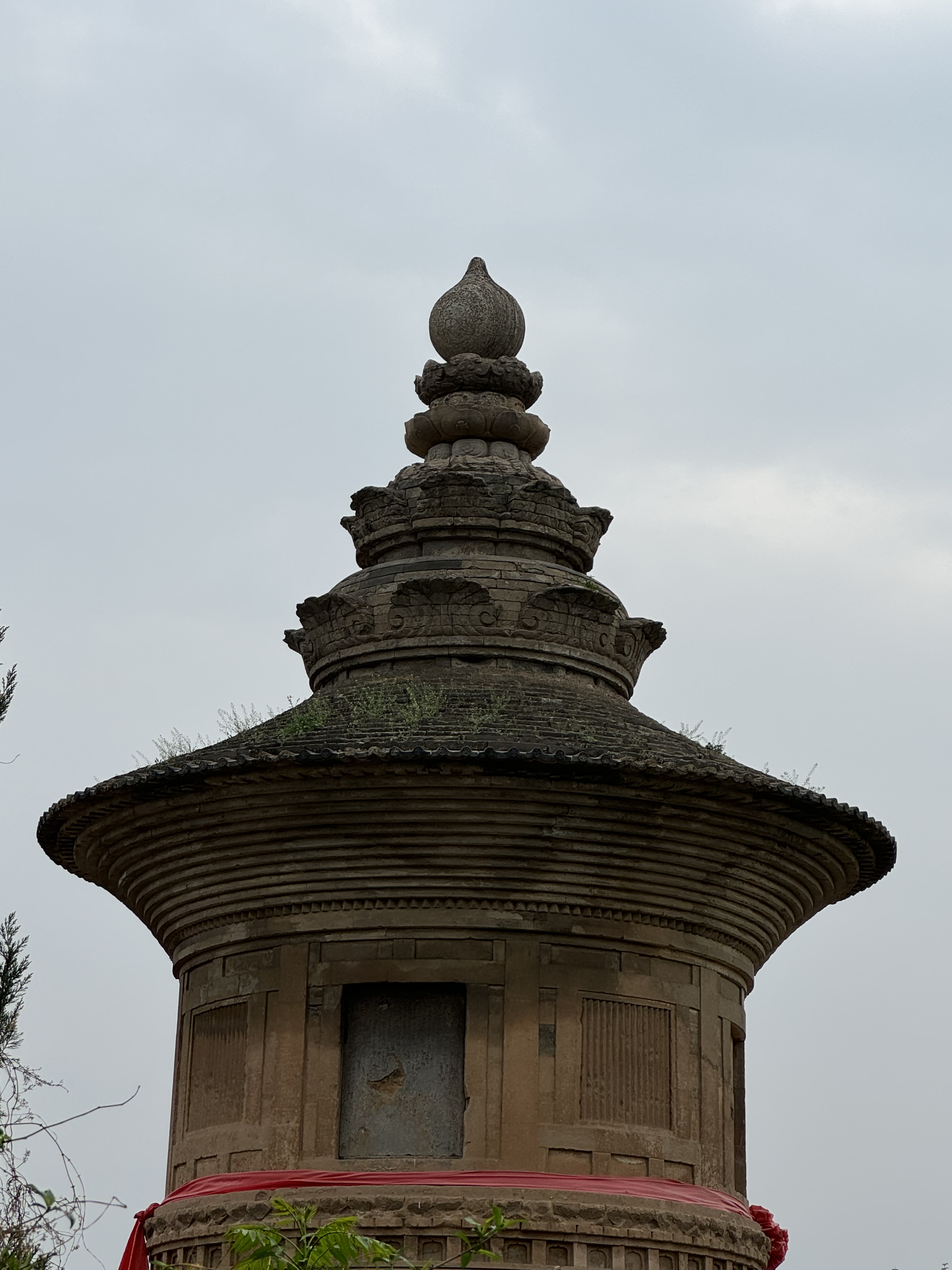
禅师塔塔刹
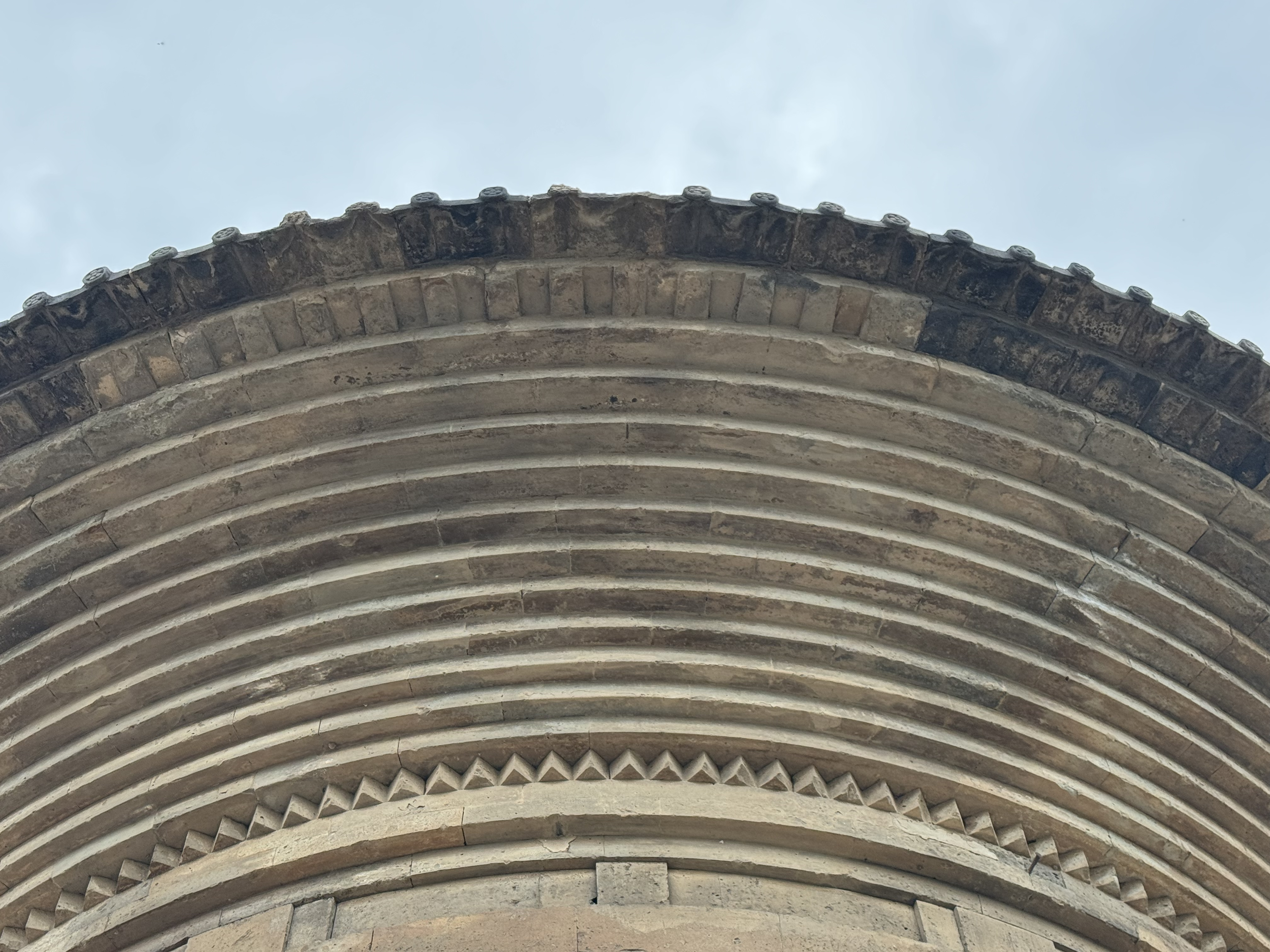
塔檐叠涩层
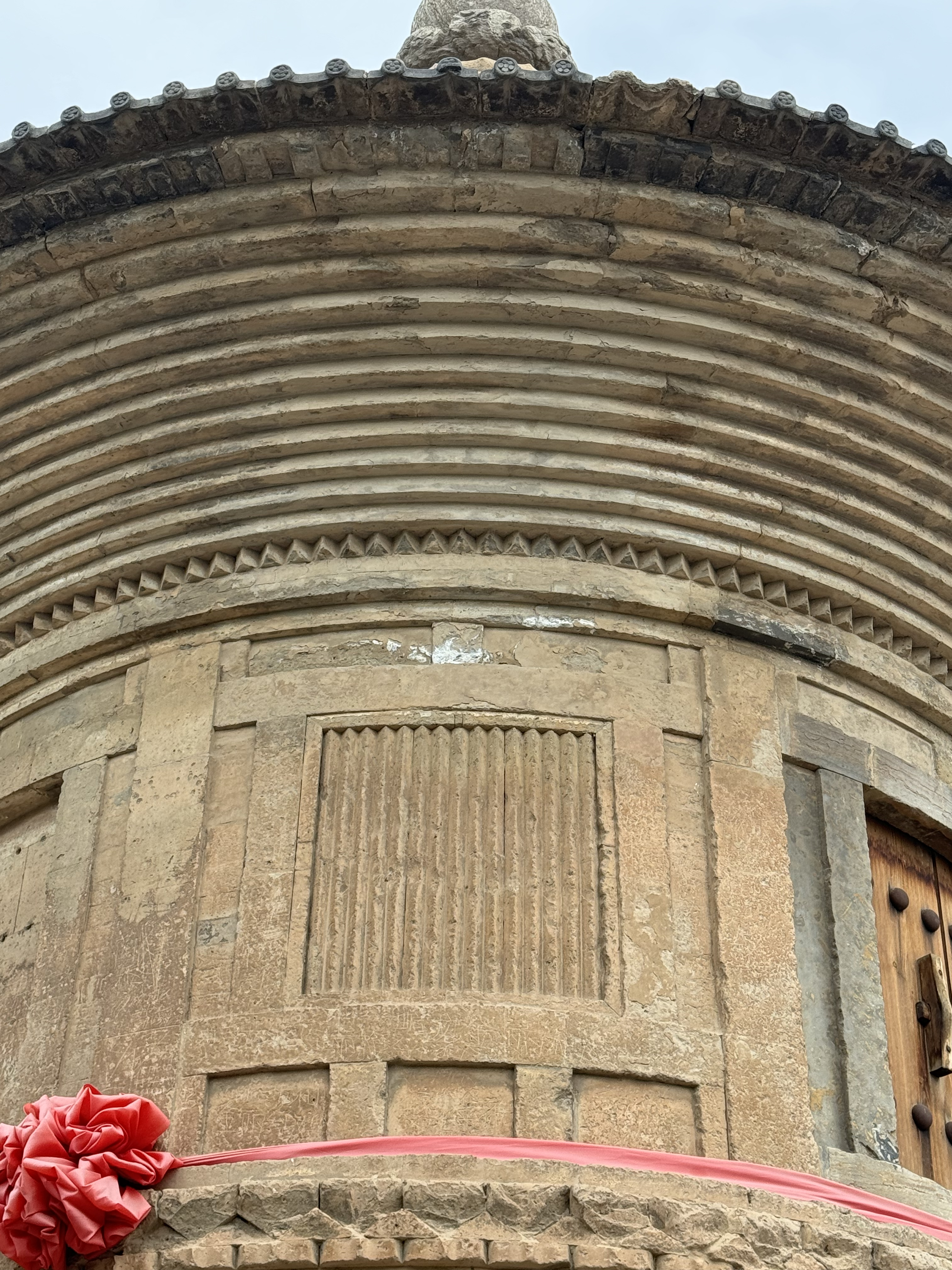
塔身直棂窗